# Кшижаньский, Казимеж
Кази́меж Кшижа́ньский (пол. Kazimierz Krzyżański; 3 марта 1960, Долуе) — польский гребец-байдарочник, выступал за сборную Польши во второй половине 1980-х годов. Серебряный и бронзовый призёр чемпионатов мира, обладатель серебряной медали международного турнира «Дружба-84», многократный победитель регат национального значения, участник летних Олимпийских игр в Сеуле.

## Биография
Казимеж Кшижаньский родился 3 марта 1960 года в деревне Долуе, Западно-Поморское воеводство. Активно заниматься греблей начал в раннем детстве, проходил подготовку в Щецине в спортивном клубе «Вискорд».
Первого серьёзного успеха на взрослом уровне добился в 1981 году, когда стал чемпионом Польши в четвёрках на дистанции 500 метров. Год спустя выиграл национальное первенство сразу в трёх дисциплинах: в двойках на пятистах метрах, а также в четвёрках на пятистах и на тысяче метрах.
Как член польской национальной сборной в 1984 году Кшижаньский должен был участвовать в Олимпийских играх в Лос-Анджелесе, однако страны социалистического лагеря по политическим причинам бойкотировали эти соревнования, и вместо этого он выступил на альтернативном турнире «Дружба-84» в Восточном Берлине, где тоже был успешен, в частности вместе с партнёрами по команде Данелем Велной, Янушом Вегнером и Гжегожем Кравцувом завоевал серебряную медаль в зачёте байдарок-четвёрок, пропустив вперёд только команду ГДР.
В 1986 году побывал на чемпионате мира в канадском Монреале, откуда привёз награду бронзового достоинства, выигранную в гонке четырёхместных экипажей на тысяче метрах. В следующем сезоне получил серебряную медаль на мировом первенстве в немецком Дуйсбурге, показав второй результат в четвёрках на пятистах метрах. Благодаря череде удачных выступлений удостоился права защищать честь страны на летних Олимпийских играх 1988 года в Сеуле — в составе четырёхместного экипажа, куда также вошли гребцы Мацей Фреймут, Войцех Курпевский и Гжегож Кравцув, сумел пробиться в финальную стадию турнира, был близок к призовым позициям, тем не менее, в решающем заезде оказался на финише только пятым. Вскоре после сеульской Олимпиады принял решение завершить спортивную карьеру, уступив место в сборной молодым польским гребцам.